# مقياس الانتقام (فلم)
مقياس الانتقام (بالإنجليزية: Measure of Revenge) هو فيلم إثارة أمريكي لعام 2022، من إخراج بيفا. ومن إنتاج تيمور بكبوسونوف وجين جاتيان وبيتر وونغ. تم إصداره في 18 مارس 2022.

## روابط خارجية
- مقالات تستعمل روابط فنية بلا صلة مع ويكي بيانات